# Pakistanische Cricket-Nationalmannschaft in Neuseeland in der Saison 2010/11
Die Tour der pakistanischen Cricket-Nationalmannschaft nach Neuseeland in der Saison 2010/11 fand vom 26. Dezember 2010 bis zum 5. Februar 2011 statt. Die internationale Cricket-Tour war Teil der internationalen Cricket-Saison 2010/11 und umfasste drei Twenty20s, zwei Test Matches und sechs ODIs. Neuseeland gewann die Twenty20-Serie 2-1, während Pakistan die Testserie 1-0 und die ODI-Serie 3-2 gewann.

## Vorgeschichte
Die Serie fand direkt im Vorfeld des Cricket World Cup 2011 statt, weshalb die Anzahl der Eintagesspiele zu Lasten eines dritten Tests erhöht wurde. Pakistan hatte kurz zuvor eine Tour gegen Südafrika absolviert und musste weiterhin auf Spieler verzichten die im Rahmen des Wettskandals auf der Tour in England im vorhergehenden Sommer suspendiert worden waren. Neuseeland hatte kurz zuvor eine Tour in Indien absolviert und dabei deutliche Niederlagen erlitten.

## Stadien
Die folgenden Stadien wurden für die Tour als Austragungsort vorgesehen und am 24. August 2010 festgelegt.
| Stadion                     | Stadt        | Kapazität | Spiele                  |
| --------------------------- | ------------ | --------- | ----------------------- |
| Eden Park                   | Auckland     | 50.000    | 1. T20; 6. ODI          |
| AMI Stadium                 | Christchurch | 38.628    | 3. T20; 3. ODI          |
| Seddon Park                 | Hamilton     | 10.000    | 2. T20; 1. Test; 5. ODI |
| McLean Park                 | Napier       | 22.500    | 5. ODI                  |
| Queenstown Events Centre    | Queenstown   | 19.000    | 2. ODI                  |
| Basin Reserve               | Wellington   | 11.000    | 2. Test                 |
| Wellington Regional Stadium | Wellington   | 34.500    | 1. ODI                  |

## Kaderlisten
Pakistan benannte seinen Twenty20- und Test-Kader am 30. November 2010. Ihren ODI-Kader benannten sie am 12. Januar 2011. Neuseeland benannte seinen Twenty20- und Test-Kader am 22. Dezember 2010. Der ODI-Kader wurde am 19. Januar 2011 bekanntgegeben.
| Test | Test | ODI | ODI | Twenty20 | Twenty20 |
| Neuseeland | Pakistan | Neuseeland | Pakistan | Neuseeland | Pakistan |
| --- | --- | --- | --- | --- | --- |
| - Daniel Vettori (K) - Brent Arnel - James Franklin - Martin Guptill - Chris Martin - Brendon McCullum - Andy McKay - Tim McIntosh - Jesse Ryder - Tim Southee - Ross Taylor - Daryl Tuffey - Kane Williamson - Reece Young (wk) | - Misbah-ul-Haq (K) - Adnan Akmal (wk) - Abdur Rehman - Asad Shafiq - Azhar Ali - Khurram Manzoor - Mohammad Hafeez - Saeed Ajmal - Sohail Tanvir - Tanvir Ahmed - Taufeeq Umar - Umar Akmal - Umar Gul - Wahab Riaz - Younis Khan | - Daniel Vettori (K) - Hamish Bennett - James Franklin - Martin Guptill - Jamie How - Brendon McCullum (wk) - Nathan McCullum - Kyle Mills - Jacob Oram - Jesse Ryder - Tim Southee - Scott Styris - Ross Taylor - Kane Williamson - Luke Woodcock | - Shahid Afridi (K) - Abdul Razzaq - Abdul Rehman - Ahmed Shehzad - Asad Shafiq - Kamran Akmal (wk) - Misbah-ul-Haq - Muhammad Hafeez - Saeed Ajmal - Shoaib Akhtar - Sohail Tanveer - Tanveer Ahmed - Umer Akmal - Umer Gul - Wahab Riaz - Younis Khan | - Ross Taylor (K) - Dean Brownlie - Ian Butler - James Franklin - Martin Guptill - Brendon McCullum (wk) - Nathan McCullum - Peter McGlashan (wk) - Kyle Mills - Adam Milne - Jesse Ryder - Tim Southee - Scott Styris - Luke Woodcock | - Shahid Afridi (K) - Abdul Razzaq - Abdur Rehman - Adnan Akmal (wk) - Ahmed Shahzad - Fawad Alam - Mohammad Hafeez - Saeed Ajmal - Shoaib Akhtar - Sohail Tanvir - Tanvir Ahmed - Umar Akmal - Umar Gul - Wahab Riaz - Younis Khan |

## Tour Matches
| 23. Dezember Scorecard | Auckland | Pakistan 91 (17.4)             | – | Auckland 92-5 (13.2) |
|                        |          | Auckland gewinnt mit 5 Wickets |   |                      |

| 2. – 4. Januar Scorecard | Whangārei | New Zealand Cricket XI 384 (100.2) & 111-4 (32) | – | Pakistanis 287 (93.2) |
|                          |           | Remis                                           |   |                       |

## Twenty20 Internationals

### Erstes Twenty20 in Auckland
| 26. Dezember Scorecard | Auckland | Pakistan 143-9 (20)              | – | Neuseeland 146-5 (17.1) |
|                        |          | Neuseeland gewinnt mit 5 Wickets |   |                         |

### Zweites Twenty20 in Hamilton
| 28. Dezember Scorecard | Hamilton | Neuseeland 185-7 (20)          | – | Pakistan 146-9 (20) |
|                        |          | Neuseeland gewinnt mit 39 Runs |   |                     |

### Drittes Twenty20 in Christchurch
| 30. Dezember Scorecard | Christchurch | Pakistan 183-6 (20)           | – | Neuseeland 80 (15.5) |
|                        |              | Pakistan gewinnt mit 103 Runs |   |                      |

## Tests

### Erster Test in Hamilton
| 7. – 9. Januar Scorecard | Hamilton | Neuseeland 275 (97.5) & 110 (38.3) | – | Pakistan 367 (122.1) & 21-0 (3.4) |
|                          |          | Pakistan gewinnt mit 10 Wickets    |   |                                   |

### Zweiter Test in Wellington
| 15. – 19. Januar Scorecard | Wellington | Neuseeland 356 (127.1) & 293 (90.5) | – | Pakistan 376 (133) & 226-5 (92) |
|                            |            | Remis                               |   |                                 |

## One-Day Internationals

### Erstes ODI in Wellington
| 22. Januar Scorecard | Wellington | Pakistan 124 (37.3)              | – | Neuseeland 125-1 (17.2) |
|                      |            | Neuseeland gewinnt mit 9 Wickets |   |                         |

### Zweites ODI in Queenstown
| 26. Januar Scorecard | Queenstown | Pakistan 31-0 (4.2/48) | – | Neuseeland |
|                      |            | No Result              |   |            |

Das Spiel musste aufgrund von Regen abgebrochen werden.

### Drittes ODI in Christchurch
| 29. Januar Scorecard | Christchurch | Pakistan 293-7 (50)          | – | Neuseeland 250-9 (50) |
|                      |              | Pakistan gewinnt mit 43 Runs |   |                       |

### Viertes ODI in Napier
| 1. Februar Scorecard | Napier | Neuseeland 262-7 (50)          | – | Pakistan 264-8 (49) |
|                      |        | Pakistan gewinnt mit 2 Wickets |   |                     |

### Fünftes ODI in Hamilton
| 3. Februar Scorecard | Hamilton | Pakistan 268-9 (50)          | – | Neuseeland 227 (46.5) |
|                      |          | Pakistan gewinnt mit 41 Runs |   |                       |

### Sechstes ODI in Auckland
| 5. Februar Scorecard | Auckland | Neuseeland 311-7 (50)          | – | Pakistan 254 (44.1) |
|                      |          | Neuseeland gewinnt mit 57 Runs |   |                     |

## Statistiken
Die folgenden Cricketstatistiken wurden bei dieser Tour erzielt.
| Tests            | Tests      | Tests   | Tests   | Tests   | Tests   | Tests   | Tests   | Tests   |
| Batting          | Batting    | Batting | Batting | Batting | Batting | Batting | Batting | Batting |
| Spieler          | Mannschaft | Spiele  | Innings | Runs    | Average | HS      | 100s    | 50s     |
| ---------------- | ---------- | ------- | ------- | ------- | ------- | ------- | ------- | ------- |
| Misbah-ul-Haq    | Pakistan   | 2       | 3       | 231     | 115,50  | 99      | 0       | 3       |
| Younis Khan      | Pakistan   | 2       | 3       | 177     | 59,00   | 81      | 0       | 2       |
| Martin Guptill   | Neuseeland | 2       | 4       | 163     | 40,75   | 73      | 0       | 2       |
| Brendon McCullum | Neuseeland | 2       | 4       | 157     | 39,25   | 64      | 0       | 2       |
| Ross Taylor      | Neuseeland | 2       | 4       | 144     | 36,00   | 78      | 0       | 2       |
| Bowling          |            |         |         |         |         |         |         |         |
| Spieler          | Mannschaft | Spiele  | Overs   | Wickets | Average | BBI     | 5W      | 10W     |
| Umar Gul         | Pakistan   | 2       | 85.2    | 13      | 20,00   | 4/61    | 0       | 0       |
| Abdur Rehman     | Pakistan   | 2       | 129.1   | 11      | 26,36   | 3/24    | 0       | 0       |
| Chris Martin     | Neuseeland | 2       | 83.1    | 9       | 27,88   | 4/91    | 0       | 0       |
| Tanvir Ahmed     | Pakistan   | 2       | 57.5    | 8       | 26,50   | 4/63    | 0       | 0       |
| Daniel Vettori   | Neuseeland | 2       | 110     | 6       | 34,16   | 4/100   | 0       | 0       |
| Tim Southee      | Neuseeland | 2       | 76.4    | 6       | 40,50   | 2/49    | 0       | 0       |

| ODIs            | ODIs       | ODIs    | ODIs    | ODIs    | ODIs    | ODIs    | ODIs    | ODIs    |
| Batting         | Batting    | Batting | Batting | Batting | Batting | Batting | Batting | Batting |
| Spieler         | Mannschaft | Spiele  | Innings | Runs    | Average | HS      | 100s    | 50s     |
| --------------- | ---------- | ------- | ------- | ------- | ------- | ------- | ------- | ------- |
| Martin Guptill  | Neuseeland | 6       | 5       | 209     | 52,25   | 65      | 0       | 1       |
| Misbah-ul-Haq   | Pakistan   | 5       | 4       | 203     | 67,66   | 93*     | 0       | 2       |
| Ahmed Shehzad   | Pakistan   | 5       | 5       | 188     | 47,00   | 115     | 1       | 0       |
| Mohammad Hafeez | Pakistan   | 6       | 6       | 166     | 33,20   | 115     | 1       | 0       |
| Jesse Ryder     | Neuseeland | 4       | 3       | 162     | 54,00   | 107     | 1       | 1       |
| Bowling         |            |         |         |         |         |         |         |         |
| Spieler         | Mannschaft | Spiele  | Overs   | Wickets | Average | BBI     | 5W      | 10W     |
| Hamish Bennett  | Neuseeland | 6       | 41.1    | 11      | 20,90   | 4/46    | 0       | 0       |
| Wahab Riaz      | Pakistan   | 4       | 26.5    | 8       | 18,12   | 3/51    | 0       | 0       |
| Tim Southee     | Neuseeland | 5       | 5       | 7       | 31,00   | 5/33    | 1       | 0       |
| Kyle Mills      | Neuseeland | 3       | 28      | 5       | 26,60   | 2/42    | 0       | 0       |
| Scott Styris    | Neuseeland | 6       | 27      | 5       | 27,20   | 3/40    | 0       | 0       |
| Jacob Oram      | Neuseeland | 4       | 29.2    | 5       | 28,40   | 2/33    | 0       | 0       |

| Twenty20s       | Twenty20s  | Twenty20s | Twenty20s | Twenty20s | Twenty20s | Twenty20s | Twenty20s | Twenty20s |
| Batting         | Batting    | Batting   | Batting   | Batting   | Batting   | Batting   | Batting   | Batting   |
| Spieler         | Mannschaft | Spiele    | Innings   | Runs      | Average   | HS        | 100s      | 50s       |
| --------------- | ---------- | --------- | --------- | --------- | --------- | --------- | --------- | --------- |
| Mohammad Hafeez | Pakistan   | 3         | 3         | 104       | 34,66     | 46        | 0         | 0         |
| Martin Guptill  | Neuseeland | 3         | 3         | 98        | 32,66     | 54        | 0         | 1         |
| Scott Styris    | Neuseeland | 3         | 3         | 86        | 28,66     | 45        | 0         | 0         |
| Ahmed Shehzad   | Pakistan   | 3         | 3         | 83        | 27,66     | 54        | 0         | 1         |
| Ross Taylor     | Neuseeland | 3         | 3         | 69        | 69,00     | 39*       | 0         | 0         |
| Bowling         |            |           |           |           |           |           |           |           |
| Spieler         | Mannschaft | Spiele    | Overs     | Wickets   | Average   | BBI       | 5W        | 10W       |
| Tim Southee     | Neuseeland | 3         | 12        | 8         | 12,12     | 5/18      | 1         | 0         |
| Shahid Afridi   | Pakistan   | 3         | 9.5       | 5         | 11,00     | 4/14      | 0         | 0         |
| Nathan McCullum | Neuseeland | 3         | 10        | 5         | 11,20     | 4/16      | 0         | 0         |
| Abdul Razzaq    | Pakistan   | 3         | 7         | 4         | 10,00     | 3/13      | 0         | 0         |
| Shoaib Akhtar   | Pakistan   | 2         | 8         | 4         | 20,00     | 3/38      | 0         | 0         |
| Kyle Mills      | Neuseeland | 3         | 11        | 4         | 26,75     | 3/37      | 0         | 0         |

## Player of the Match
Als Player of the Match wurden die folgenden Spieler ausgezeichnet.
| Spiel   | Player of the Match |
| ------- | ------------------- |
| 1. T20  | Tim Southee         |
| 2. T20  | Nathan McCullum     |
| 3. T20  | Abdul Razzaq        |
| 1. Test | Abdur Rehman        |
| 2. Test | Misbah-ul-Haq       |
| 1. ODI  | Tim Southee         |
| 3. ODI  | Mohammad Hafeez     |
| 4. ODI  | Misbah-ul-Haq       |
| 5. ODI  | Ahmed Shehzad       |
| 6. ODI  | Jesse Ryder         |